# 商神杖

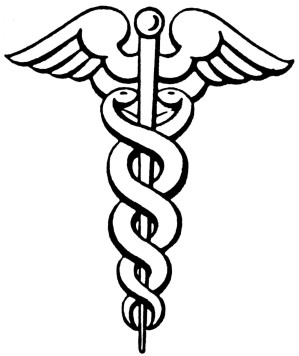
商神杖

商神杖，為了與阿斯克勒庇俄斯之杖區別，亦稱雙蛇杖。其由一根刻有一雙翅膀的金手杖和兩條纏繞手杖的蛇組成，被視為商业、国际贸易的象征。它是希臘神話中商神赫密斯所拿的手杖，因為赫密斯是希臘神話中速度飛快的神祇，所以雙蛇杖也被多個國家的醫療單位當成標誌，代表救人需如救火般迅速。也有一說是因為與醫療之神阿斯克勒庇俄斯的手杖相似，故有所混淆。
由于赫尔墨斯在拿着這支手杖進行貿易時很賺錢，所以他的手杖也被稱為商神杖，又稱神使雙蛇杖。
雙蛇杖具有催眠的作用，有一次宙斯吩咐赫尔墨斯將看守情婦的百眼巨人阿古斯催眠，用的就是這根魔杖。
統一碼将商神杖的图案收录于U+2624（☤）。

## 另見
- 阿斯克勒庇俄斯之杖
  - 作为医疗标志的商神杖（英语：Caduceus as a symbol of medicine）
- 阿佐特